# Rufino de Elizalde
Rufino Jacinto de Elizalde (Buenos Aires, 16 de agosto de 1822 - Buenos Aires, 13 de marzo de 1887) fue un político y diplomático argentino, ministro de Relaciones Exteriores de los presidentes Bartolomé Mitre y Nicolás Avellaneda.

## Biografía
Elizalde nació en Buenos Aires el 16 de agosto de 1822. Vivió sesenta y cinco años, hasta el 13 de marzo de 1887. Por la rama paterna fue nieto de José Martínez de Elizalde, un navarro que llegó al Río de la Plata en 1780 procedente de la villa de Oyan, cerca de Pamplona. La esposa de éste, su abuela María Ignacia González, fue una porteña perteneciente a una de las más antiguas familias de comerciantes españoles de la colonia. Un hijo de ambos que fue su padre, Rufino José, participó de las invasiones inglesas y la guerra de la independencia como oficial de ejército y marcó con su ejemplo el destino patriótico de su hijo mayor. Esa carrera militar al servicio de la patria naciente lo llevó al padre de Elizalde a la frontera con los portugueses y al sitio de Montevideo. Por la rama materna, Elizalde fue también descendiente de vascos, aunque tuvo por ese lado un abuelo realista. De hecho, el próspero comerciante porteño Francisco de Beláustegui, nacido en Forn, Vizcaya y llegado a Buenos Aires en 1783, votó porque subsistiera el Virrey en el Cabildo Abierto del 22 de mayo de 1810. Nunca aceptó el casamiento de su hija Petrona con el patriota que lo sitió en Montevideo. De esta unión nacieron ocho hijos en la casa de la calle del Parque, siendo Rufino Jacinto el mayor. Todos se criaron en este hogar políticamente diverso, de padre patriota, rivadaviano y liberal y madre de ascendencia realista y rosista.

## Formación y primeras actuaciones públicas
Hijo del militar Rufino José de Elizalde y de Petrona Beláustegui, en 1843 Elizalde se graduó en derecho civil y en 1846 se recibió de abogado en la Facultad de Derecho de la Universidad de Buenos Aires, pagando sus estudios con su propio trabajo. El joven abogado practicó derecho en Buenos Aires con su hermano Francisco y con su padrino y tío político por el lado materno, Felipe Arana, quien fuera Ministro de Relaciones Exteriores de Juan Manuel de Rosas. Felipe Arana le transferiría la atención
de los asuntos mercantiles y jurídicos de su suegro, y a la vez abuelo de Elizalde, Francisco de Beláustegui, persona muy allegada al gobernador Juan Manuel de Rosas. En esos años, Elizalde frecuentaba San Benito de Palermo, donde se encontraba entre los invitados de Manuelita Rosas, junto con su amigo Bernardo de Irigoyen. 
Su actuación en esa época fue contradictoria, ya que se escribía con jóvenes de todas las tendencias, desde notorios rosistas como Bernardo de Irigoyen, el hijo del gobernador de Entre Ríos Justo José de Urquiza —a quien reprochaba haberse puesto en contra de Rosas, aún en privado— hasta otros enrolados claramente en el Partido Unitario, como su hermano Francisco Elizalde, José Mármol y Ángel de Elía. De acuerdo a las investigaciones del historiador Bernardo González Arrili, Elizalde habría sido íntimamente partidario de los unitarios y seguidor de las ideas de Esteban Echeverría. Otros autores afirman que una indignada misiva a Diógenes de Urquiza cuando se estaba preparando el Pronunciamiento del año 1851 estaba orientada a engañar la vigilancia de los rosistas, ya que íntimamente habría compartido las ideas del caudillo entrerriano.

## El Estado de Buenos Aires
Apenas producida la caída de Rosas en la batalla de Caseros, en 1852, se apresuró a felicitar al general Urquiza, y se convirtió en uno de sus contertulios habituales durante el tiempo en que este estuvo en Buenos Aires. Fue nombrado asesor general y Defensor de pobres y ausentes.
Inmediatamente después de la Batalla de Caseros se fundó el Partido Liberal, del que Elizalde fue parte, y los seguidores de Bartolomé Mitre proclamaron que Buenos Aires debía ser cabeza e inspiración de la institucionalización federal del país. Fue uno de los fundadores del Club del Progreso, del cual fue presidente durante cuatro períodos seguidos; este no era un club social sino un verdadero partido político, claramente enfrentado a la postura de Urquiza. A fines de ese año fue teniente de Guardias Nacionales en la defensa de la ciudad contra el sitio al que la sometió el general Hilario Lagos y luego, en 1854, fue elegido diputado del Estado de Buenos Aires y fue fiscal de Estado. Durante las violentas elecciones de 1857, fraguó una acusación de conspiración contra la oposición federal y cerró seis diarios opositores; esa fue su principal actividad en ese período, con lo que consiguió un lugar como senador provincial. Poco antes de la batalla de Cepeda de 1859 acusó de sedicioso al periódico federal La Reforma Pacífica, dirigido por Nicolás Calvo, que pretendía que la provincia se reincorporara a la Nación Argentina, y también lo cerró.
Después del Pacto de San José de Flores fue convencional constituyente en 1860 y, como firme aliado de Bartolomé Mitre, lo acompañó como ministro de hacienda en su gobernación. Después de la batalla de Pavón, fue elegido senador nacional, pero no ocupó el cargo por mucho tiempo.

## Ministerio de Relaciones Exteriores
En 1862, al asumir la presidencia, Mitre lo nombró su ministro de Relaciones Exteriores. Su primera medida importante, después de reemplazar los embajadores de la Confederación en Europa, fue rechazar los tratados de alianza con Chile y Perú, anunciándoles el inicio de una política de sumisión a los intereses europeos, especialmente ingleses.
En abril de 1863, el general uruguayo Venancio Flores, con la colaboración de Elizalde y otros miembros de su partido, organizó una invasión a su país. Recibió del gobierno argentino cientos de armas y una cañonera para trasladarse hacia Uruguay, y apenas llegó, recibió abundantes refuerzos desde Buenos Aires, Corrientes y Brasil. El presidente Bernardo Berro se quejó al gobierno argentino del apoyo oficial a la invasión, pero Elizalde contestó, que el gobierno argentino era neutral y no ayudaba oficialmente a Flores, y que las armas eran "vendidas por particulares", aunque la realidad era que habían sido pagadas por el gobierno argentino. Cuando el ejército uruguayo capturó un barco argentino que estaba descargando armas, Elizalde exigió la devolución del barco y de las armas, una disculpa oficial y el arresto del oficial que había hecho la captura; Berro no respondió al abuso.
Con la ayuda del ejército brasileño, Flores derrotó a las fuerzas del gobierno en Mercedes y en Salto. Poco después, la flota brasileña —aprovisionada en Buenos Aires— destrozó la ciudad de Paysandú, fusilando a continuación a todos los oficiales y muchos soldados de la defensa. Los brasileños sitiaron a Montevideo desde el río y el ejército de Flores hizo lo mismo desde el Cerrito, consiguiendo la rendición del gobierno legal.
Poco antes de la caída de Montevideo, el presidente paraguayo Francisco Solano López había pedido permiso al gobierno argentino para pasar a través de Corrientes para ayudar al gobierno legal uruguayo. La Argentina había permitido pasar por su territorio a las tropas brasileñas y las de Flores, de modo que López pretendía hacer uso de la misma neutralidad para cruzar territorio correntino y atacar a Brasil. La respuesta de Elizalde fue enojarse cínicamente por el pedido, ya que su neutralidad le permitía hacer diferencias, y exigir una disculpa de López. Por toda respuesta, este declaró la guerra al gobierno de Buenos Aires. Pero cuando su representante llegó a Buenos Aires, ya la guerra estaba en marcha: los paraguayos habían tomado las ciudades de Corrientes y Uruguayana, iniciándose así la guerra de la Triple Alianza.
Mitre declaró la guerra a López, alegando que Corrientes había sido atacada sin declaración de guerra, aun cuando Elizalde y Mitre sabían que la declaración venía en camino. Unos días más tarde, Elizalde firmó con los representantes de Brasil y Uruguay el Tratado de la Triple Alianza, que en su parte pública declaraba que se estaba en guerra contra López, no contra el Paraguay. Pero tenía también una parte secreta, en que se estipulaba el reparto de cerca de la mitad del territorio paraguayo entre el Brasil y la Argentina, además de preverse elevadas indemnizaciones. El tratado permaneció secreto hasta 1867, cuando se hizo público. Muchos políticos argentinos y extranjeros denunciaron la injusticia de una guerra que se decía era contra un tirano, pero que llevaba al reparto de territorio por parte de los vencedores.
- Wikisource contiene obras originales de o sobre Tratado secreto de la Triple Alianza.

En 1867, Elizalde dio un paso crucial en su carrera al lanzar su candidatura presidencial, aunque esta decisión iba en contra de la realidad política del momento. De acuerdo con los deseos manifiestos del presidente Mitre, Justo José de Urquiza consideró un acto patriótico respaldar el gobierno de continuidad que proponía la candidatura de Elizalde. Sin embargo, la situación en las provincias era de gran agitación, y se esperaba que la sublevación en Córdoba se sumara a la reacción contra Buenos Aires. El presidente provisional Marcos Paz se sentía sin autoridad suficiente y exigió el regreso del presidente desde Paraguay, quien en ese momento recibía el consejo de Elizalde en relación con la crisis. Finalmente, Mitre retornó en febrero de 1867 y permaneció en Buenos Aires, logrando sofocar la rebelión. En julio, volvió al frente de batalla, dejando la situación política bajo control. No obstante, en el marco de las elecciones de renovación presidencial, el presidente provisional Paz complicó la labor de los ministros nombrados por Mitre, lo que provocó que el 4 de septiembre de 1867 renunciaran los titulares de Interior, Instrucción Pública y Relaciones Exteriores con el objetivo de “poner fin al malestar que afectaba la administración”. Marcelino Ugarte asumió la cancillería en lugar de Elizalde, mientras continuaban la guerra con Paraguay, los conflictos civiles en las provincias y la epidemia de cólera en Buenos Aires.
Invitado a pronunciarse sobre las candidaturas presidenciales liberales en un momento en que Elizalde parecía ser el candidato con mayores probabilidades, Mitre redactó el 28 de noviembre de 1867 su “testamento político” desde Tuyu-Cué. En este documento expresó su decisión de no respaldar a ningún candidato, permitiendo así que el pueblo se expresara con libertad. Esta postura desconcertó a Elizalde, quien, no obstante, la aceptó en una carta enviada a Mitre el 9 de diciembre de 1867, aunque dejó claras sus discrepancias respecto a las condiciones del proceso electoral, la calidad de los gobiernos provinciales encargados de elegir y el impacto del rol de Mitre en dicho proceso. En una carta posterior, del 16 de diciembre, Elizalde añadió: “La cuestión electoral depende en su mayor parte del estado de la guerra del Paraguay. Si termina antes de la elección, y bien, como ya se tiene certeza, no habrá lucha con algunas candidaturas”. Los partidarios de la candidatura de Sarmiento aprovecharon la oportunidad para actuar con mayor libertad, lo que dio lugar a la primera contienda electoral auténtica en el país. 
El 2 de enero de 1868, el vicepresidente Marcos Paz falleció de cólera en San José de Flores, lo que llevó al gabinete a asumir la administración del gobierno. En febrero de ese mismo año, tras el regreso del presidente Mitre del frente de batalla, Elizalde fue nuevamente nombrado como canciller. Sin embargo, su candidatura presidencial comenzaba a encontrar una creciente oposición, ya que se le acusaba de ser un “rosín” por sus antecedentes personales y a su postulación de ser una “imposición extranjera” debido a su alianza con Brasil. Elizalde no logró contrarrestar la propaganda “patriótica” desplegada por sus adversarios, que criticaban su cercanía con Brasil y señalaban que su esposa, aunque descendiente del General Juan Lavalle, pertenecía a una familia diplomática brasileña. Las elecciones favorecieron al Partido Liberal, pero los electores provinciales eligieron a Domingo F. Sarmiento como presidente el 12 de octubre de 1868. El resultado consolidó la coalición entre los liberales del interior, representados por Sarmiento, y los liberales disidentes de Buenos Aires, liderados por Adolfo Alsina. La fórmula Sarmiento-Alsina obtuvo 79 votos, seguida por Urquiza con 26, Elizalde-Wenceslao Paunero con 22, Guillermo Rawson con 3 y Dalmacio Vélez Sarsfield con 1. Los votos obtenidos por Elizalde, concentrados únicamente en Santiago del Estero y Catamarca, evidenciaron el debilitamiento del prestigio del partido mitrista, afectado por las divisiones internas y los sacrificios derivados de una guerra impopular.

## Últimos años
La imparcialidad de Mitre obligó a su facción del Partido Liberal a mantenerse al margen del gobierno de Sarmiento. Tanto Mitre como Elizalde regresaron a la vida civil, y en este contexto se fundó el diario La Nación como una herramienta para la lucha cívica. 
La actividad periodística y política de Elizalde durante la presidencia de Sarmiento contribuyó a moldear el espíritu necesario para oponerse a la candidatura continuista de Nicolás Avellaneda, quien llegó al poder apoyado por un Partido Nacional diferente al de Mitre, constituido en 1873. Esta nueva fuerza política se fusionó con el Partido Autonomista mediante un pacto electoral con Adolfo Alsina y recibió el respaldo de federales y políticos del interior que resistían la influencia porteña. De esta fusión emergió el Partido Autonomista Nacional, que frustró los intentos de reelección de Bartolomé Mitre, quien competía contra el candidato oficialista. Avellaneda logró aglutinar a los autonomistas de Alsina, los federales sin liderazgo tras el asesinato de Justo José de Urquiza y a los políticos del interior que se oponían al centralismo de Buenos Aires.
Para 1872 Elizalde fue designado representante del gobierno argentino en Asunción del Paraguay, ciudad que había sido ocupada por el ejército brasileño y donde este había colocado en el sillón de presidente a un títere del Imperio.
La revolución mitrista de 1874 intentó impedir la asunción de la fórmula Nicolás Avellaneda-Mariano Acosta. El levantamiento se desató tras los anuncios oficiales que confirmaban la victoria de los autonomistas en las elecciones de diputados y aseguraban un número mínimo de electores para Avellaneda, garantizando así su sucesión presidencial. Las fuerzas revolucionarias lideradas por Mitre fueron derrotadas por el gobierno, y sus dirigentes fueron sometidos a consejo de guerra. A pesar de la recomendación de Sarmiento de fusilar a los rebeldes, Avellaneda optó por una política de pacificación y mostró clemencia hacia los vencidos. Sin embargo, el partido de Mitre continuó complicando la situación al decidir abstenerse de participar en los procesos cívicos y mantener su postura revolucionaria. Elizalde se exilió en Montevideo y permaneció allí hasta que la amnistía le permitió regresar a Argentina para continuar su militancia junto a Mitre. A pesar de la derrota en el campo de batalla, la lucha continuó desde los medios. Elizalde lideró buena parte de esa confrontación a través de La Nación, y el Partido Nacionalista mitrista se mostró dispuesto a recurrir nuevamente a la fuerza para derrocar a Avellaneda, quien contaba con el sólido apoyo de Adolfo Alsina y su popular Partido Autonomista.
Al conocer los preparativos de un nuevo levantamiento, Avellaneda solicitó a José María Moreno que mediara con Mitre, quien aceptó posponer la insurrección hacia mediados de 1876. En colaboración con Alsina, el presidente Avellaneda expuso su política conciliadora ante el Congreso en mayo de 1877, anunciando una amnistía para los líderes de la revolución de 1874. Esta medida fue aceptada por Mitre, quien abandonó su actitud violenta. En octubre de 1877, Avellaneda invitó a los mitristas a integrarse en el gabinete, poniendo en práctica su política de “conciliación”. Al año siguiente, el autonomismo disidente presentó la fórmula Aristóbulo del Valle-Leandro Alem para las elecciones de gobernador de Buenos Aires, pero fueron derrotados por la fórmula conciliadora Carlos Tejedor-José María Moreno.
Rufino de Elizalde y sus hermanos, Francisco, socio en su estudio de abogados, y Germán, administrador de sus bienes, comprometieron seriamente sus fortunas personales para financiar el movimiento revolucionario del sector liberal mitrista en 1874. La amnistía otorgada por Avellaneda en 1875 a los revolucionarios, junto con su llamado a dejar atrás los enfrentamientos, marcó el inicio del período conocido como “la conciliación”. Este proceso generó una crisis de gabinete que Avellaneda resolvió en octubre de 1877 al incorporar a los mitristas Rufino de Elizalde como ministro de Relaciones Exteriores y a José María Gutiérrez como ministro de Instrucción Pública, quienes aceptaron los cargos como un gesto de buena voluntad hacia la política de conciliación. Además, varios liberales porteños, entre ellos Francisco de Elizalde, fueron integrados a la Cámara de Diputados. La designación de Rufino de Elizalde en el gabinete tenía un objetivo estratégico: ejercer una vigilancia política sobre el presidente Avellaneda y sus asesores, para evitar que estos sometieran al electorado a la influencia del oficialismo.
Para abril de 1878, las maniobras del oficialismo en la intervención a Corrientes, extendiendo los plazos en favor de sus propios candidatos, agotaron la “prudencia” de los ministros mitristas en el gabinete de Avellaneda, quienes decidieron renunciar para evitar involucrarse en dichas maniobras. La salida de Rufino de Elizalde, seguida por la de José María Gutiérrez, coincidió con el inicio de la campaña para promover al candidato de Avellaneda como su sucesor en la presidencia. La muerte de Adolfo Alsina, considerado el principal beneficiario de la política de “conciliación”, marcó el fin de ese acuerdo en 1878, lo que privó a Avellaneda del apoyo liberal porteño, pero también lo liberó de esa dependencia. A partir de ese momento, Rufino de Elizalde no volvería a ocupar cargos en el Poder Ejecutivo. La desaparición de Alsina allanó el camino para Julio Argentino Roca, quien desde 1879 recibió el respaldo de gobernadores y sectores oficialistas como candidato presidencial. En paralelo, los nacionalistas promovieron a Carlos Tejedor, entonces gobernador de Buenos Aires, como alternativa a la candidatura de Roca.
En 1878 Elizalde fue elegido presidente del Ferrocarril del Oeste. 
En febrero de 1880 Elizalde fue elegido diputado nacional por Buenos Aires. Se unió a la revolución porteñista de Tejedor a mediados de 1880, y fue expulsado del Congreso Nacional, con lo que terminó su actuación pública.
A partir de 1880, Elizalde se dedicó a la docencia en la Facultad de Derecho, impartiendo cátedra, al tiempo que enfocaba su energía en su bufete de abogado y continuaba con su labor periodística, una actividad que mantuvo de forma constante a lo largo de su vida. Rufino de Elizalde falleció en Buenos Aires el 13 de marzo de 1887, a los 64 años de edad.